# Confessions et plaisanteries 1981-1989
Albums de Jacques Duvall
Je déçois...
(1990) Hantises
(2006)
Confessions et plaisanteries 1981-1989 est une compilation du chanteur et parolier belge Jacques Duvall, sortie en 1999, qui regroupe, principalement, les albums Comme la romaine (1983) et Je déçois... (1990).
Jacques Duvall a adapté en français les chansons As Tears Go By (Mick Jagger et Keith Richards), sous le titre Une seule larme, Furore (Adriano Celentano et Piero Vivarelli), en tant que titre éponyme de son premier album Comme la romaine et Ti amo (Umberto Tozzi et Giancarlo Bigazzi), titré Je te hais, qu'il fait paraître sur l'album Comme la romaine.

## Liste des titres
| 1.    | Je te hais (reprise de Ti amo)              | Umberto Tozzi, Gianni Bigazzi (adaptation Jacques Duvall)      | Comme la romaine, 1983                            | 4:36 |
| 2.    | Banana split                                | Jacques Duvall, Jay Alanski                                    | Je déçois..., 1990                                | 2:57 |
| 3.    | Je déçois                                   | Duvall, Marc Moulin                                            | Je déçois..., 1990                                | 3:31 |
| 4.    | Haut et court                               | Duvall, Alanski                                                | Comme la romaine, 1983                            | 3:15 |
| 5.    | Rosalie râle                                | Duvall, Moulin                                                 | Je déçois..., 1990                                | 4:15 |
| 6.    | La peau douce                               | Duvall, Moulin                                                 | Je déçois..., 1990                                | 4:01 |
| 7.    | Je t'interdis de vieillir                   | Duvall, Moulin                                                 | Je déçois..., 1990                                | 4:24 |
| 8.    | Une seule larme (reprise de As Tears Go By) | Mick Jagger, Keith Richards (adaptation Jacques Duvall)        | Comme la romaine, 1983                            | 3:19 |
| 9.    | Elizabeth Taylor                            | Duvall, Alanski                                                | Je déçois..., 1990                                | 2:48 |
| 10.   | Gigolo                                      | Duvall, Alanski                                                | Comme la romaine, 1983                            | 2:56 |
| 11.   | Le sud                                      | Nino Ferrer                                                    | Comme la romaine, 1983                            | 4:39 |
| 12.   | Mona Lisa                                   | Duvall, Moulin                                                 | Comme la romaine, 1983                            | 3:28 |
| 13.   | Noir et blanc                               | Duvall, Alanski                                                | Single, 1981 (sous le pseudonyme de Hagen Dierks) | 4:22 |
| 14.   | Comme la romaine (reprise de Furore)        | Adriano Celentano, Piero Vivarelli (adaptation Jacques Duvall) | Comme la romaine, 1983                            | 2:38 |
| 15.   | Je te hais (version acoustique)             | Tozzi, Bigazzi                                                 |                                                   | 2:46 |
| 16.   | Dans ma chambre                             | Duvall                                                         | Je déçois..., 1990                                | 1:01 |
| 55:50 |                                             |                                                                |                                                   |      |